# أوليكساندريا

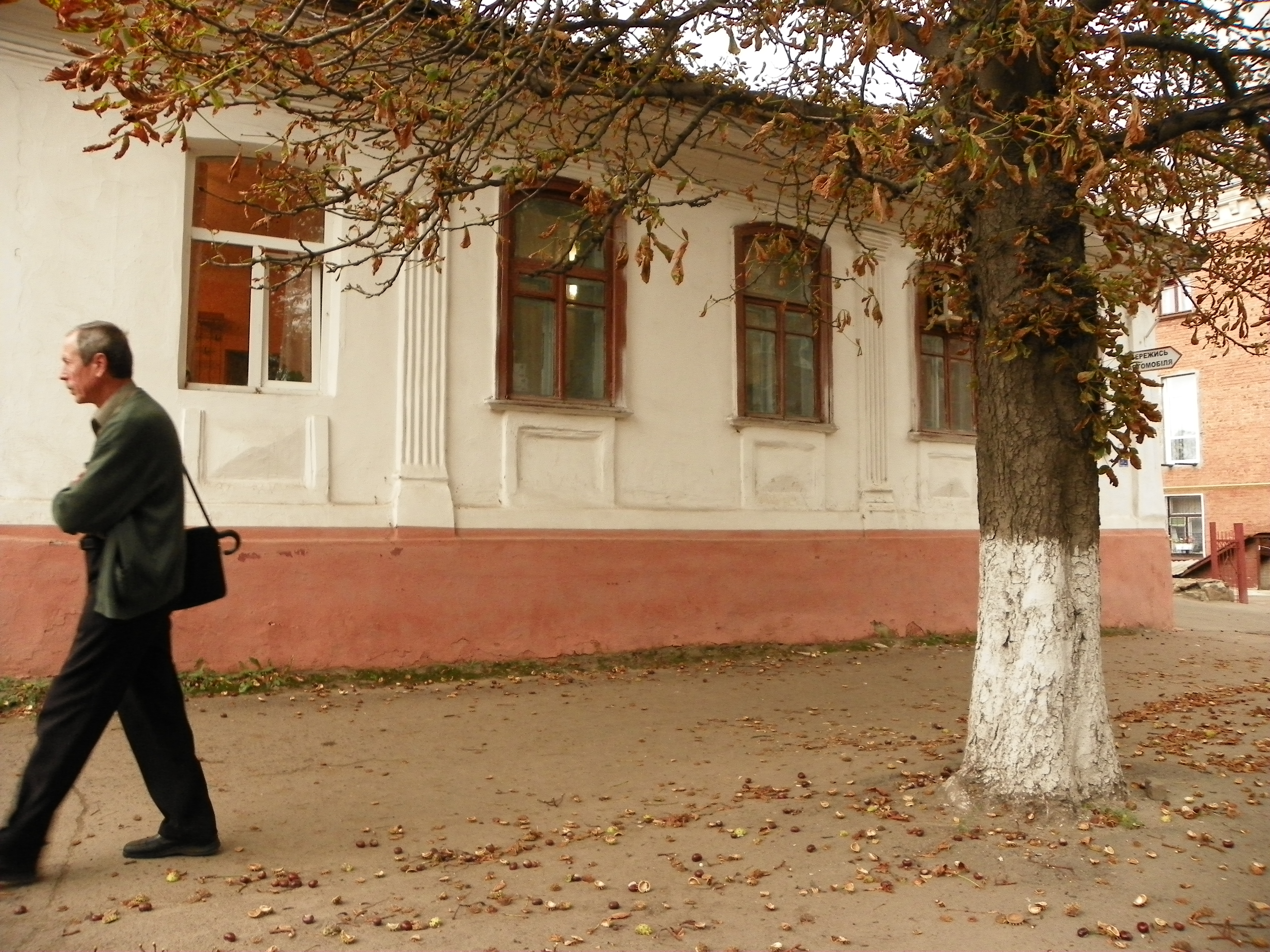
مبنى قديم

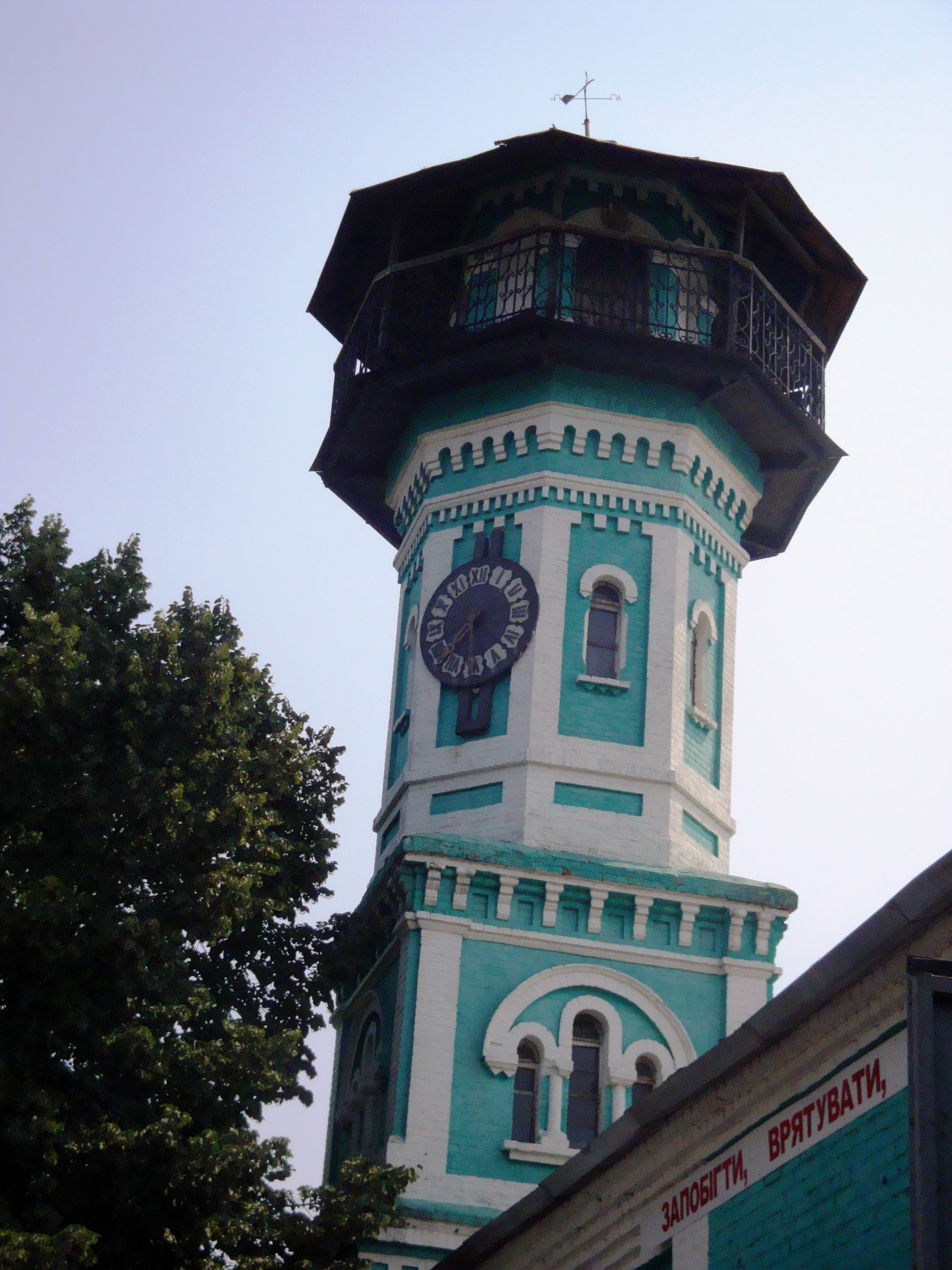
برج إدارة المطافئ

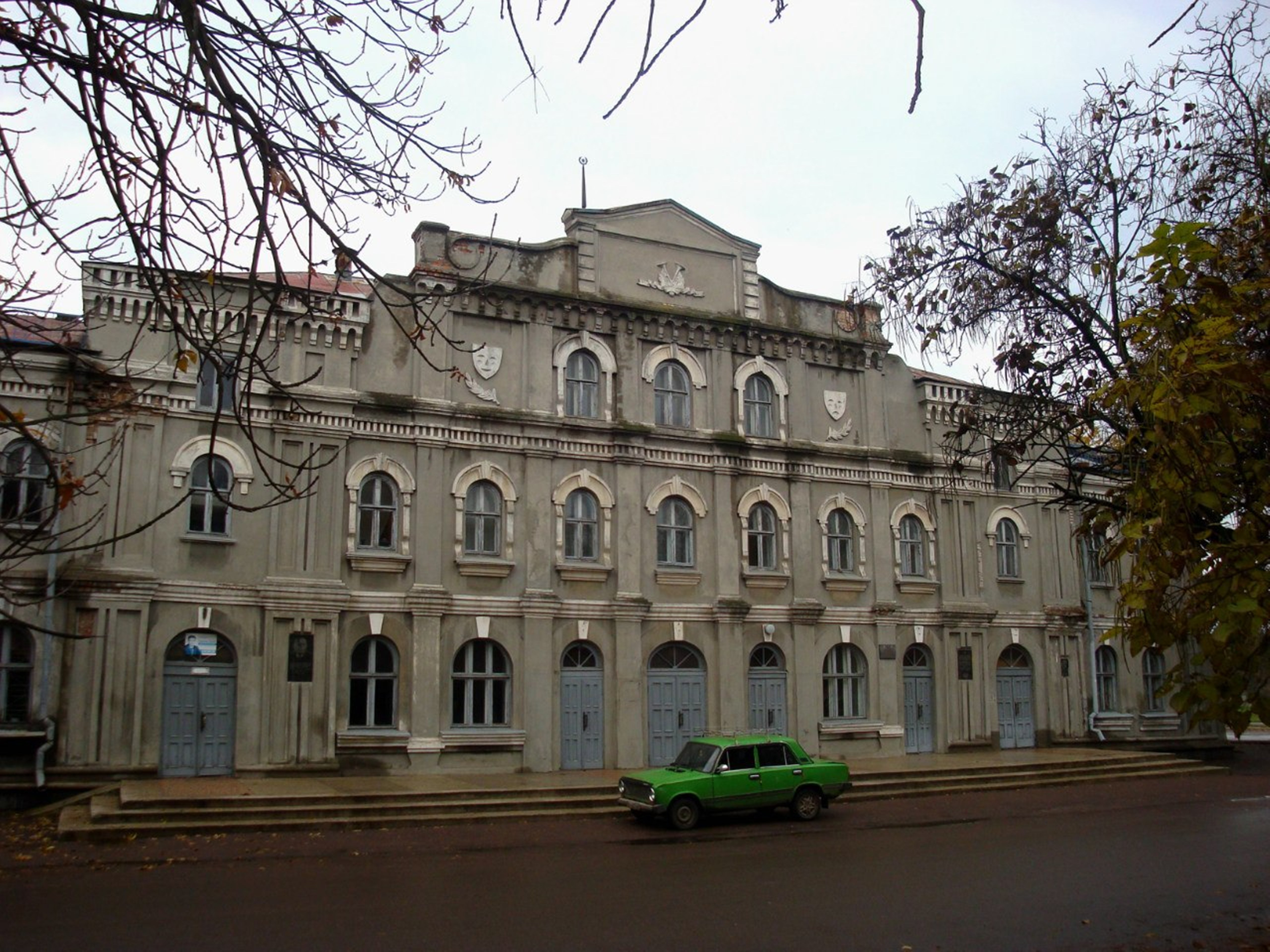
مسرح أوليكساندريا

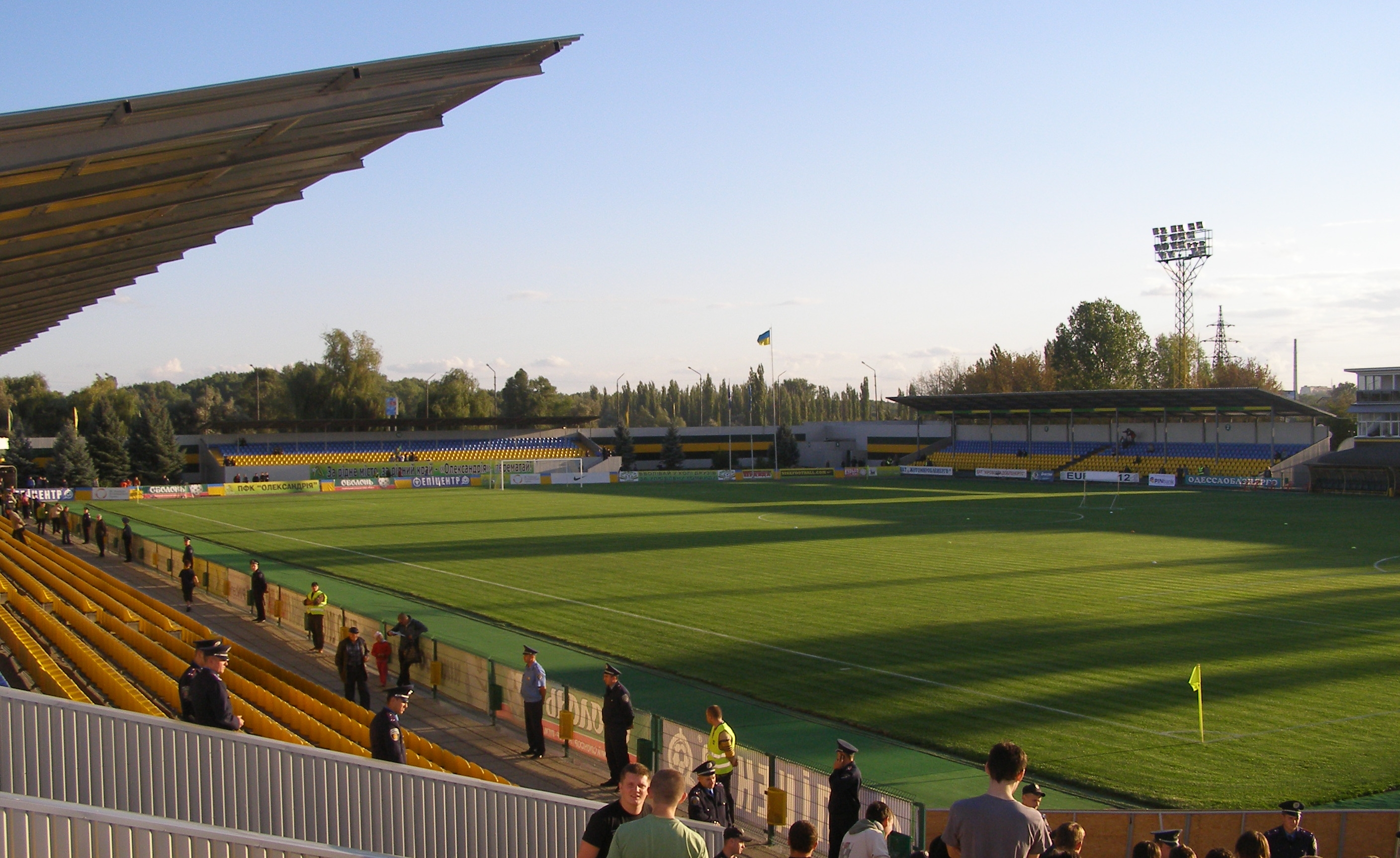
ستاد نيكا

أوليكساندريا ((بالأوكرانية:  Олександрія)‏، مدينة تقع في كيروفوهراد أوبلاست (أوبلاست) في وسط أوكرانيا. إدارياً تعرّف أوليكساندريا كإحدى المدن ذات الأهمية الإقليمية في أوكرانيا). وتعتبر عاصمة منطقة أوليكساندريا رايون، على الرغم من أنها لا تنتمي إلى رايون إدارياً.
بلغ عدد سكانها عام 2001 حوالي 93357 نسمة؛ وبحساب القرى والبلدات ذات النمط المدني التابعة لبلدية المدينة، يصبح إجمالي عدد سكانها 103856 نسمة. أما عدد السكان الحالي فيبلغ 83,410 نسمة.

## التاريخ
ورد أول ذكر للمدينة عام 1746 باسم مستوطنة «أوسوفكا». أما أول سجل مؤرّخ لها فيعود لعام 1754 عندما بنيت في المنطقة قلعة سانت إليزابيث (اليوم Kropyvnytskyi). أثناء إنشاء المستعمرة الروسية صربيا الجديدة في الفترة 1752-1764، تمّ إيواء عمال الشركة في أوسوفكا.
عام 1784، أطلقت الحكومة الروسية على أوسوفكا اسماً يونانياً وهو «أليكساندريسكا»، ثم تحوّل الاسم لاحقاً إلى «أليكساندريا» (الإسكندرية) وتعرف محلياً باسم (أوليكساندريا). في الفترة من 1806-1922، أصبحت أوليكساندريا مقاطعة.
في 6 آب (أغسطس) 1941، غادر الجيش الأحمر، جيش الاتحاد السوفياتي، المدينة إلى مدينة فيرماخت في ألمانيا النازية بدون قتال. أثناء الاحتلال النازي، فقدت المدينة معظم سكانها اليهود تقريباً (ويقدّر عددهم بحوالي 2500 شخص). كما أعدمت الإدارة النازية أكثر من 5500 أسير حرب سوفيتي كرد فعل نازي على عدم توقيع السوفييت على اتفاقية جنيف (1929). استعادت القوات المسلحة السوفيتية المدينة في 6 كانون الأول (ديسمبر) 1943. أثناء الحرب العالمية الثانية، دمرت الأماكن الحضرية في المدينة بسبب قتال الشوارع.

## أماكن ذات أهمية
من الأماكن الجديرة بالزيارة في المدينة «ساحة أوليكساندريا» والتي تعرف بساحة سوبورنا (Соборна площа).